# You Can Never Be Ready
You Can Never Be Ready — сингл фінського рок-гурту Sunrise Avenue, виданий 12 вересня 2014 року у Фінляндії.
У вересні-жовтні пісня вперше отримала ротації на українській радіохвилі Просто Раді.О.

## Відеокліп
19 вересня на сайті Youtube було представлено відеокліп до пісні, що одночасно є його лірик-відео, оскільки на відео показано гру учасників гурту разом з появою на екрані тексту до пісні.